# Volkswagen Brasilia
La Volkswagen Brasilia est une voiture compacte produite au Brésil entre 1973 et 1982.

## Histoire
Fin 1970, Rudolf Leiding prend la direction de la filiale brésilienne de Volkswagen. Il décide de lancer le développement d’une compacte, réservé au marché brésilien, qui doit remplacer la Fusca (Coccinelle).
La production de la Brasilia débute en 1973. Bien qu’elle soit plus courte que la Fusca (d'environ 17 cm), la Brasilia propose un intérieur plus spacieux. 
Elle se décline en trois et cinq portes. Le modèle cinq portes eut néanmoins moins de succès que le modèle trois portes. En effet, celui-ci profita de taxes allégées car il fut vendu en tant qu’utilitaire léger.
En 1982, la production s’arrête. Volkswagen chercha alors à produire une citadine avec un moteur à l'avant, refroidi à eau, qui deviendra la Volkswagen Gol.
En tout, 931 204 Brasilia seront vendues au Brésil, et 133 212 exemplaires seront exportés (principalement en Amérique latine et au Portugal).

La Brasilia fut aussi produite au Mexique (environ 72 000 exemplaires) et au Nigeria (en tant que Volkswagen Igala).

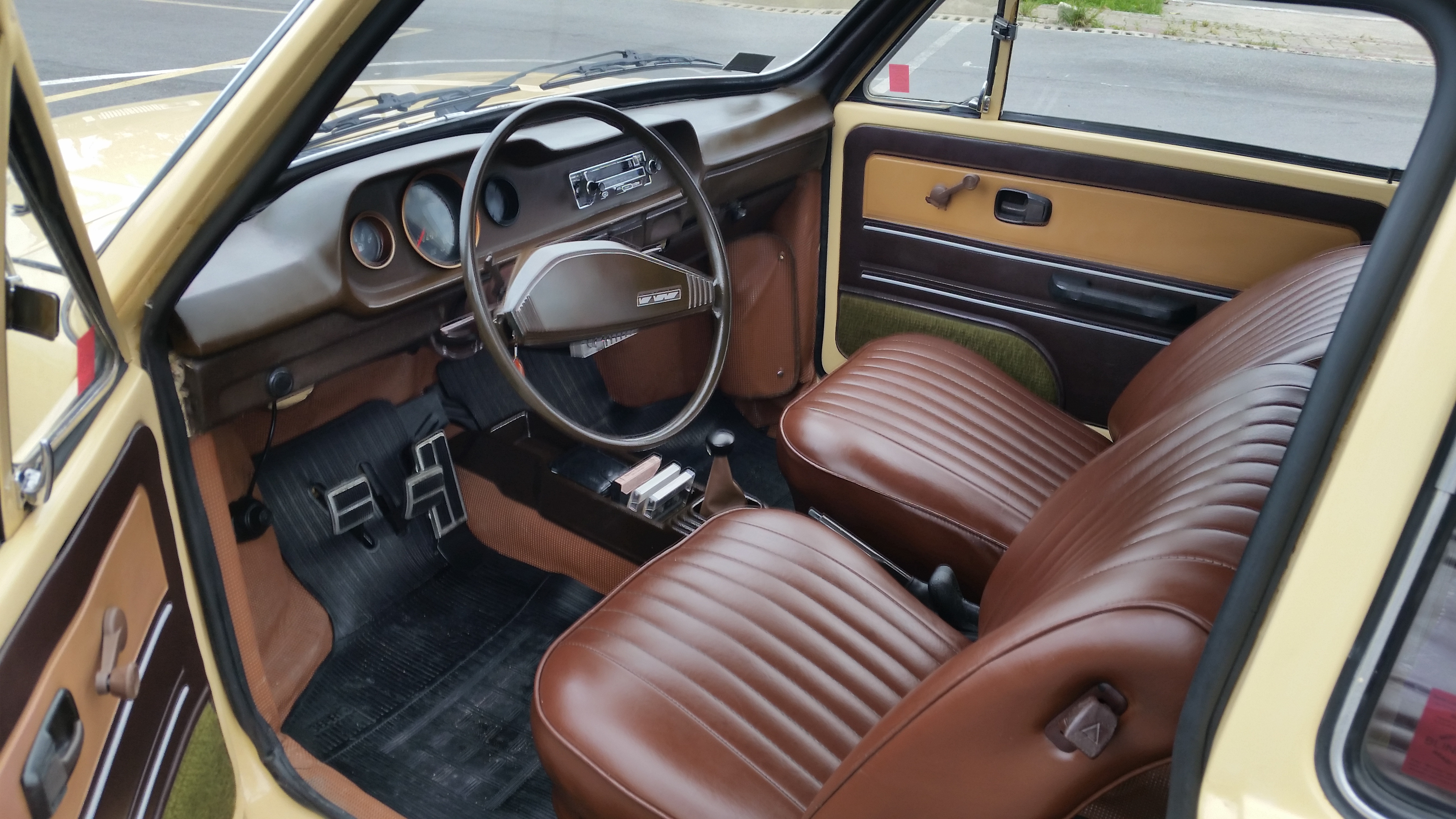
Intérieur.
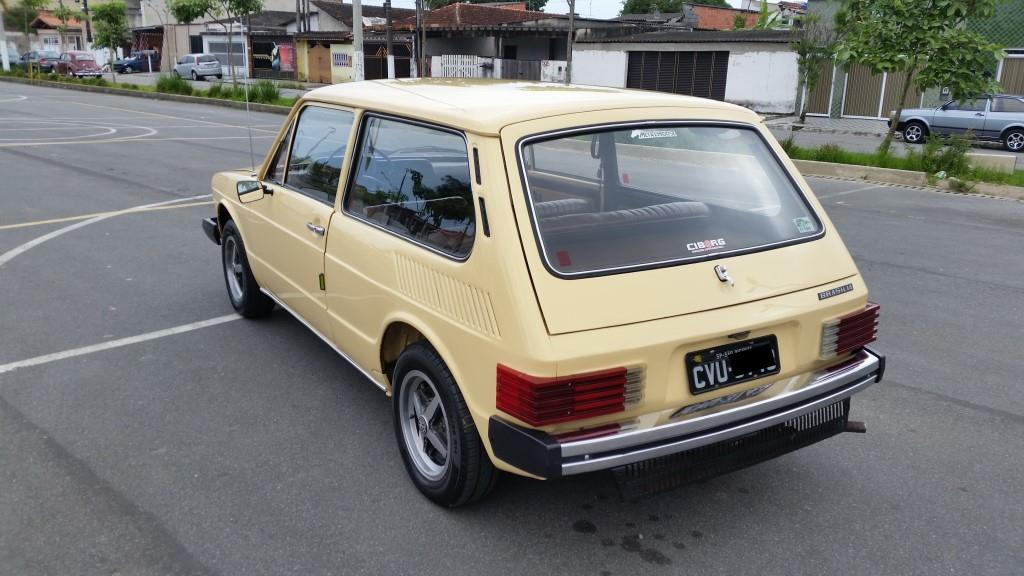
Arrière.
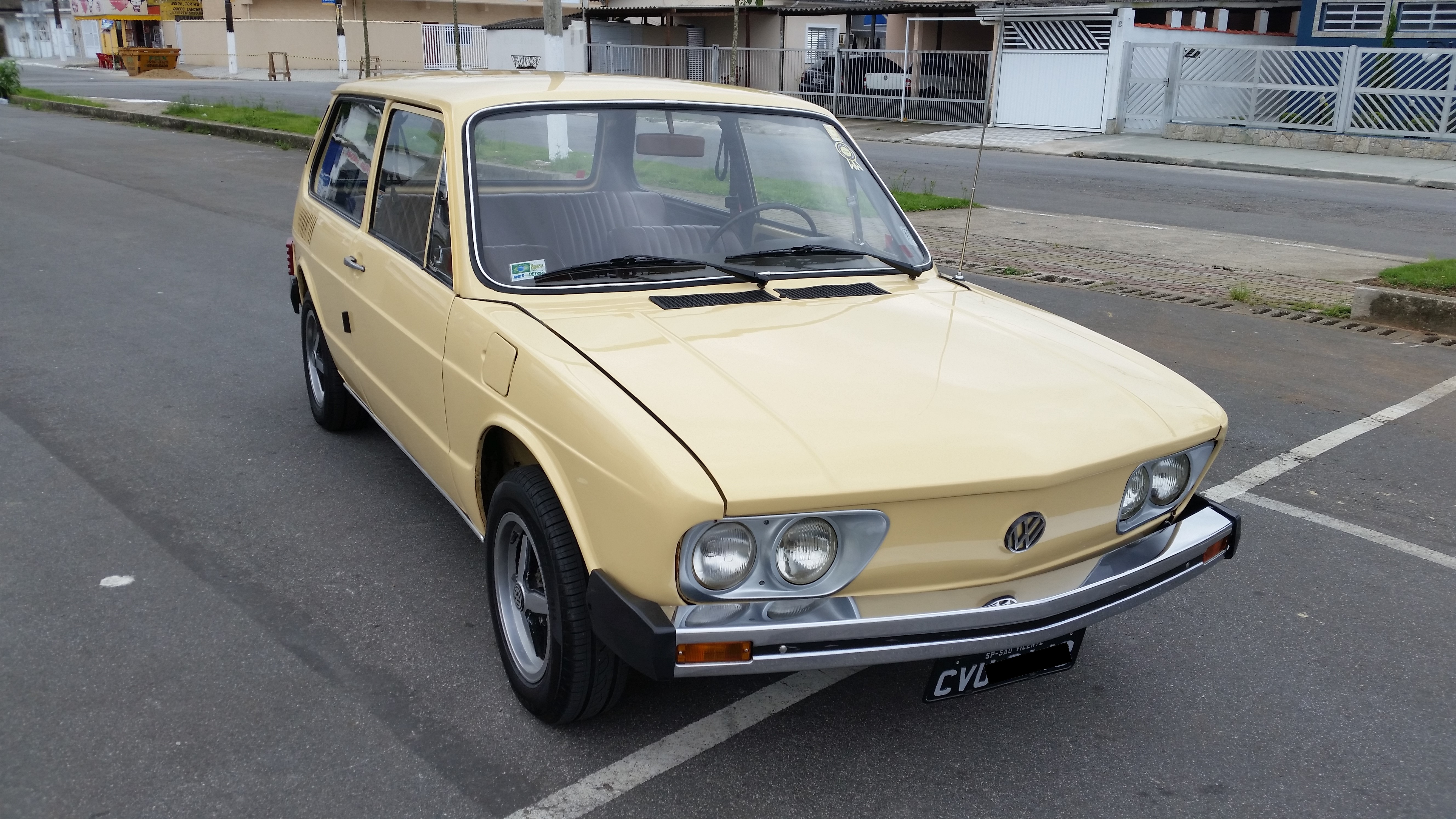
Avant.
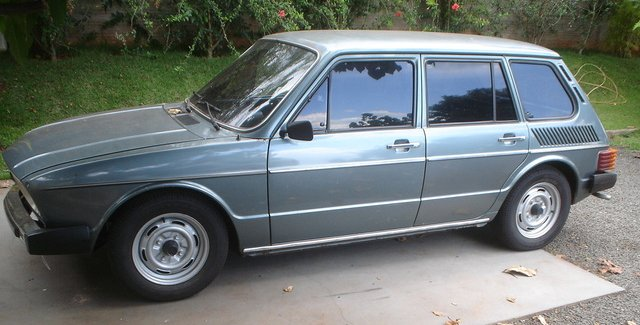
Côté version 5 portes.

## Technique
Le châssis de la Brasilia est le même que celui de la Karmann Ghia. Le moteur est aussi issu de la Coccinelle. Il s’agit du 4 cylindres à plat avec un seul carburateur, monté à l’arrière du véhicule. À partir de 1974, la Brasilia fut proposée avec un second carburateur.
Dans les années 1980, un modèle fonctionnant à l’éthanol fut proposé.

### Données Techniques
| VW                                   | Brasilia                                                                                           | Brasilia S                                                                                         |
| ------------------------------------ | -------------------------------------------------------------------------------------------------- | -------------------------------------------------------------------------------------------------- |
| Moteur                               | 4 cylindres à plat, monté à l'arrière                                                              | 4 cylindres à plat, monté à l'arrière                                                              |
| Cylindrée                            | 1 584 cm3                                                                                          | 1 584 cm3                                                                                          |
| Alésage x Course                     | 85,5 × 69 mm                                                                                       | 85,5 × 69 mm                                                                                       |
| Puissance                            | 50 ch à 4200 tr/min                                                                                | 54 ch à 4200 tr/min                                                                                |
| Couple maximal                       | 108 N m à 2200 tr/min                                                                              | 106 N m à 3000 tr/min                                                                              |
| Taux de compression                  | 7,2:1                                                                                              | 7,2:1                                                                                              |
| Carburateur                          | 1 carburateur Solex H30PIC                                                                         | 1 carburateur Solex 32 PDSIT                                                                       |
| Refroidissement                      | à air                                                                                              | à air                                                                                              |
| Transmission                         | Boite à 4 vitesses, propulsion                                                                     | Boite à 4 vitesses, propulsion                                                                     |
| Frein                                | 4 freins à tambours / Freins à disques à l'avant (Diamètre 27,8 cm), freins à tambours à l'arrière | 4 freins à tambours / Freins à disques à l'avant (Diamètre 27,8 cm), freins à tambours à l'arrière |
| Écartement de voie avant/arrière     | 1320/1360 mm                                                                                       | 1320/1360 mm                                                                                       |
| Empattement                          | 2 400 mm                                                                                           | 2 400 mm                                                                                           |
| Dimensions                           | 4015 × 1605 × 1430 mm                                                                              | 4015 × 1605 × 1430 mm                                                                              |
| Poids à vide                         | 890–900 kg                                                                                         | 890–900 kg                                                                                         |
| Vitesse maximale (Usine)             | 130 km/h                                                                                           | 138 km/h                                                                                           |
| 0–100 km/h (Usine)                   | 21 s                                                                                               | 18 s                                                                                               |
| Consommation (litres/100 kilomètres) | 9,1                                                                                                | 9,1                                                                                                |